# Blaesoxipha doumandjii
Blaesoxipha doumandjii är en tvåvingeart som beskrevs av Andy Z. Lehrer 1995. Blaesoxipha doumandjii ingår i släktet Blaesoxipha och familjen köttflugor.
Artens utbredningsområde är Algeriet. Inga underarter finns listade i Catalogue of Life.